# Kristmann Guðmundsson
Kristmann Guðmundsson (Þverfell, Borgarfjörður, 23 oktober 1901 – Reykjavík, 20 november 1983) was een IJslands schrijver.

## Leven
Kristmann Guðmundsson was het buitenechtelijke kind van een boerenmeisje. Hij groeide in armoede op en was autodidact. Sinds 1923 werkte hij als journalist. Vanaf 1924 leefde hij in Wenen, Kopenhagen en vooral in Noorwegen. Totdat hij in 1939 naar IJsland terugkeerde, publiceerde hij in het Noors. Hij heeft veel van zijn eigen werk in het IJslands vertaald. Zijn werk is in 36 talen verschenen.
Hoewel hij vooral liefdesromans schreef (meer dan 30) schreef hij ook verhalen, gedichten en hoorspelen. Naast Gunnar Gunnarsson en Halldór Laxness is hij de meestgelezen een van de eerste internationaal bekende IJslandse schrijvers.

## Werk
- Islandsk Kjærlighet (1924)
- Brudekjolen (1927)
- Livets morgen (1929)
- Den blå kyst (1931)
- Det hellige fjeld (1932)
- Den første vår (1933)
- Hvite netter (1934)
- Lampen (1936)
- Gudinnen og oksen (1938)
- Þokan rauða (twee delen, 1950 en 1952)
- Jordens Barn (1937)

- Gemeinsame Normdatei: 135816564
- International Standard Name Identifier: 0000 0000 7737 1521
- Library of Congress Control Number: n88681454
- Nationale Bibliotheek van Letland: 000047412
- Nationale Bibliotheek van Tsjechië: jn19992000249
- Nederlandse Thesaurus van Auteursnamen: 100744826
- Système universitaire de documentation: 165198613
- Virtual International Authority File: 80269679